# お姉ちゃん (テレビドラマ)
『お姉ちゃん』（おねえちゃん）は、1973年12月7日から1974年3月29日までTBS系列で放送されていたテレビドラマである。TBSとテレパックの共同製作。全17話。放送時間は毎週金曜 20:00 - 20:55 （日本標準時）。

## 概要・内容
東京の工場街、大森にある食堂兼仕出し弁当店「春木」を舞台として、既に両親の亡い5人の姉弟が助け合い生きていく、その姿を中心に描いた。
「春木」には、近所の人々や町工場の工員たちが朝昼晩問わずやって来る。長女の恵子は30歳になるが、両親の亡き後、店を経営しながら弟妹たちの面倒見にも追われ、結婚出来ないでいた。そんな恵子に仲買商の小林が縁談を持って来た。恵子もこの話には乗り気で引き受け、そして家業を嫌って船員になった弟の一郎が家に帰って店を継ぐということになり、恵子は結納を済ませて安心して結婚出来ることになった。ところが一郎は船員の仕事をあきらめきれなくなったことから翻意、弟の次郎らから責められ、恵子もせっかくの縁談をあきらめてしまった。そんな時、一郎がヤクザに刺されたという一報が…。
主演女優の倍賞千恵子は本作を含む3番組での活動内容を評価され、1974年に第11回ギャラクシー賞を受賞した。

## キャスト
- 春木恵子：倍賞千恵子
- 山賀進：山本學
- 春木一郎：工藤堅太郎
- 春木太郎：佐野伸寿
- 春木次郎：志垣太郎
- 藤井乙二：松村達雄
- 白川由美
- 天地総子
- 武田：上月晃
- ひろみ：栗田ひろみ
- 至：宮脇康之
- 波子：キャッシー
- 直子：早田みゆき
- 上西：桜井センリ
- れい：近松麗江
- 政志：おりも政夫
- 星野：砂塚秀夫
- 細野：関田哲夫
- 小林盛武：柳家小さん
- 徳之丞：東八郎
- 三上英輔：仲雅美
- 三上哲郎：三橋達也
- 渥美清（特別出演）

## スタッフ
- 脚本：小松君郎
- 音楽：小川寛興
- プロデューサー・演出：橋本信也
- スタジオ：生田スタジオ
- 制作協力：東通
- 制作：TBS、テレパック

## 主題歌
「お姉ちゃん」
作詞：福本義人 / 作曲：小川寛興 / 歌：倍賞千恵子（キングレコード）